# 黃竹坑石刻

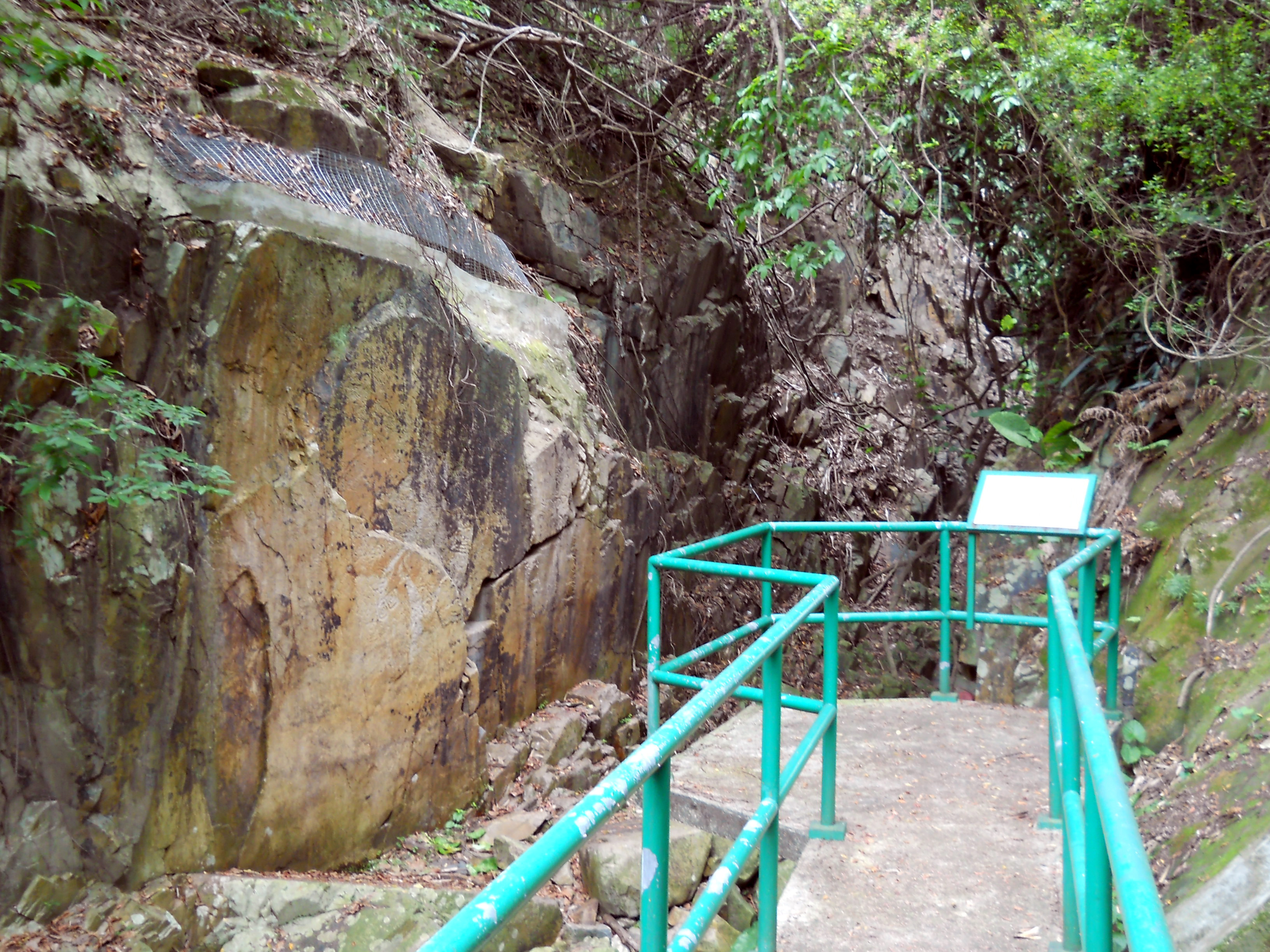
黃竹坑石刻

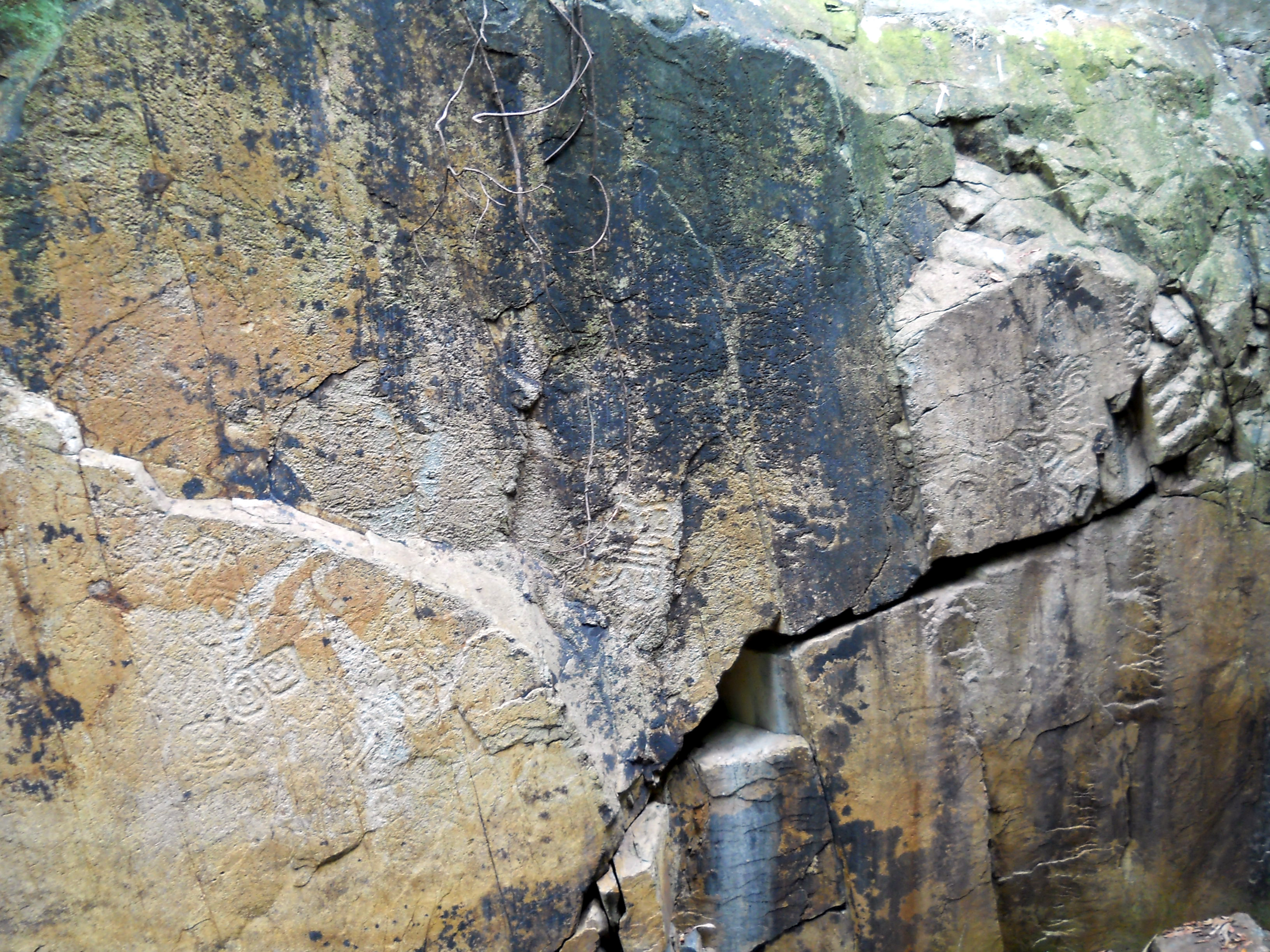
黃竹坑石刻細部

黃竹坑石刻是香港史前時期的石刻，位於香港島黃竹坑東北部一條小溪的旁邊，近南風道一帶，現已被列為香港法定古蹟。
黃竹坑石刻的特色是有3組明顯的迴旋紋，狀似動物的眼睛，亦有一說為雷紋，用以鎮壓水患。而石刻的特別之處，是深入內陸約1公里，不同於香港其他石刻位於海邊。有估計指石刻發現之處，於新石器時代是臨近海邊的，但亦有指石刻下有小溪流經，仍可以算是接近水邊.

## 外部連結
- 古物古蹟辦事處 黃竹坑石刻